# Грбови рејона Краснодарске Покрајине
Грбови рејона Краснодарске Покрајине обухвата галерију грбова административних јединица руске покрајине — Краснодарске, са статусом градских округа и рејона, те њихове историјске грбове (уколико их има).
Већина грбова настала је након успостављања Руске Федерације и Краснодарске Покрајине, као њеног саставног субјекта.

## Грбови округа
- I — Грб округа 
 Краснодар
- II — Грб округа 
 Новоросијск
- III — Грб округа 
 Геленџик
- IV — Грб округа 
 Горјачи Кључ
- V — Грб округа 
 Сочи
- VI — Грб округа 
 Армавир
- VII — Грб округа 
 Анапа

## Грбови рејона
- 1 — Грб рејона 
 Абински
- 2 — Грб рејона 
 Апшеронски
- 3 — Грб рејона 
 Белоглински
- 4 — Грб рејона 
 Белореченски
- 5 — Грб рејона 
 Брјуховечки
- 6 — Грб рејона 
 Виселковски
- 7 — Грб рејона 
 Гуљкевички
- 8 — Грб рејона 
 Дински
- 9 — Грб рејона 
 Јејски
- 10 — Грб рејона 
 Кавкаски
- 11 — Грб рејона 
 Калињински
- 12 — Грб рејона 
 Каневски
- 13 — Грб рејона 
 Кореновски
- 14 — Грб рејона 
 Красноармејски
- 15 — Грб рејона 
 Криловски
- 16 — Грб рејона 
 Кримски
- 17 — Грб рејона 
 Кургањински
- 18 — Грб рејона 
 Кушчјовски
- 19 — Грб рејона 
 Лабински
- 20 — Грб рејона 
 Лењинградски
- 21 — Грб рејона 
 Мостовски
- 22 — Грб рејона 
 Новокубански
- 23 — Грб рејона 
 Новопокровски
- 24 — Грб рејона 
 Отрадњенски
- 25 — Грб рејона 
 Павловски
- 26 — Грб рејона 
 Приморско-ахтарски
- 27 — Грб рејона 
 Северски
- 28 — Грб рејона 
 Славјански
- 29 — Грб рејона 
 Староминшки
- 30 — Грб рејона 
 Тбилишки
- 31 — Грб рејона 
 Темрјукшки
- 32 — Грб рејона 
 Тимашјовски
- 33 — Грб рејона 
 Тихоречки
- 34 — Грб рејона 
 Туапсиншки
- 35 — Грб рејона 
 Успењски
- 36 — Грб рејона 
 Уст Лабинск
- 37 — Грб рејона 
 Шчербиновски